# Tragus
Tragus es un género de plantas herbáceas perteneciente a la familia de las poáceas. Es originario de África. Comprende 36 especies descritas y de estas, solo 8 aceptadas.

## Descripción
Son plantas anuales o perennes, cespitosas. La lígula es una membrana ciliada; con láminas anchamente lineares, aplanadas. Inflorescencia una panícula cilíndrica espiculífera con espiguillas dispuestas en fascículos de 2-5 sobre pedúnculos cortos, los fascículos desarticulándose como una unidad. Espiguillas similares o las superiores reducidas y estériles, con 1 flósculo bisexual, sin una extensión de la raquilla; glumas marcadamente desiguales, la inferior diminuta, hialina, la superior tan larga como la espiguilla, marcadamente 5-7-nervia con grandes aguijones en las nervaduras; lema 3-nervia, membranácea; pálea casi tan larga como la lema, membranácea, 2-carinada, convexa en el dorso; lodículas 2; estambres 3; estilos 2. Fruto una cariopsis; embrión 2/5-1/2 la longitud de la cariopsis; hilo punteado.

## Taxonomía
El género fue descrito por Albrecht von Haller y publicado en Historia Stirpium Indigenarum Helvetiae Inchoata 2: 203. 1768. La especie tipo es: Tragus racemosus
Etimología
Tragus: nombre genérico posiblemente del griego: tragos, una parte de la oreja, literalmente, "cabra", o de Hieronymus Tragus, el nombre griego para Jerome Bock (1498-1554), médico, investigador, y uno de los tres padres de la botánica alemana.
Citología
Número de la base del cromosoma, x = 10. 2n = 20 y 40. 2 y 4 ploide.

## Especies aceptadas
A continuación se brinda un listado de las especies del género Tragus aceptadas hasta junio de 2015, ordenadas alfabéticamente. Para cada una se indica el nombre binomial seguido del autor, abreviado según las convenciones y usos.
- Tragus andicola
- Tragus australianus
- Tragus berteronianus
- Tragus heptaneuron
- Tragus koelerioides
- Tragus mongolorum
- Tragus pedunculatus
- Tragus racemosus